# Benins fotbollsförbund
Benins fotbollsförbund, officiellt Fédération Béninoise de Football, är ett specialidrottsförbund som organiserar fotbollen i Benin.
Förbundet grundades 1960 och gick med i Caf 1963. De anslöt sig till Fifa år 1964.